# Mary Greyeyes
Mary Greyeyes Reid (14 novembre 1920 - 31 mars 2011) est une militaire canadienne. Membre de la nation Cris de Muskeg Lake en Saskatchewan, elle est la première femme issue des Premières nations à s'enrôler dans les Forces armées canadiennes. Après avoir rejoint le Canadian Women's Army Corps (en) (CWAC) en 1942, elle devient le sujet d'une photographie publicitaire de renommée internationale et est envoyée outre-mer pour servir à Londres, en Angleterre, où elle est présentée à des personnalités publiques telles que George VI et sa fille. Elizabeth. Greyeyes reste à Londres jusqu'à être rendue à la vie civile en 1946, après quoi elle revient au Canada. 

## Jeunesse
Mary Greyeyes est née le 14 novembre 1920 dans la réserve de la nation cris de Muskeg Lake, à Marcelin, en Saskatchewan. Elle a dix frères et sœurs. Elle est élevée par sa grand-mère veuve, Sarah Greyeyes. 
À l'âge de cinq ans, Greyeyes est envoyée au pensionnat St. Michael's à Duck Lake. L'école n'enseigne aux élèves que jusqu'en 8e année, mais Greyeyes réussit à obtenir un tutorat supplémentaire au cours des années suivantes de la part d'une religieuse de l'école,. Elle est alors connue pour son désir de savoir. 

## Forces canadiennes

### Enrôlement

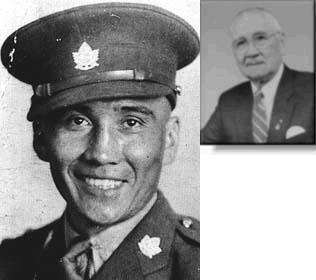
Le frère de Greyeyes, David. Il fut décoré pour son service pendant la guerre, rentra chez lui pour devenir chef de la réserve de Muskeg Lake, puis devint le premier directeur régional autochtone pour les Affaires indiennes

La réserve de la nation Cris de Muskeg Lake est durement touchée par la Grande Dépression et, au début des années 1940, il y a peu de travail pour les jeunes de la réserve. Le frère préféré des Greyeyes, David Greyeyes, quitte la réserve à la recherche de travail pour aider à subvenir aux besoins de la famille et, en 1940, David s'enrôle dans l'armée canadienne. Greyeyes décide par la suite de faire de même, considérant l'enrôlement comme une occasion précieuse d'élargir ses connaissances et son expérience,. 
En juin 1942, Greyeyes se rend à Regina afin de passer le test d’enrôlement. Le Service féminin de la Marine royale canadienne et la division féminine de l'Aviation royale canadienne exigent que les nouvelles recrues soient « un sujet britannique de race blanche », mais le recrutement pour le Corps féminin de l'armée canadienne (CWAC) est ouvert aux citoyennes de « n'importe quel pays des Nations Unies » et de toutes les races. Bien que Greyeyes s’inquiète de l’insuffisance de son diplôme de 8e année du pensionnat, elle réussit le test du CWAC et est acceptée. 
À la fin du test, Greyeyes devient la première femme des Premières Nations à se joindre aux Forces armées canadiennes,,.

### Photographie publicitaire
Peu de temps après son enrôlement, Greyeyes fait l'objet d'une photographie publicitaire de l'armée qui la montre agenouillée dans son uniforme militaire pour recevoir la « bénédiction » d'un homme vêtu de l'uniforme en costume de chef Cris. 
Pendant la guerre, le député canadien et agent des relations publiques, Louis LeBourdais, se rend régulièrement les lieux d'entraînement avec des photographes pour photographier les nouvelles recrues du CWAC en vue de leur publication dans un journal. En juin 1942, peu de temps après son enrôlement, Greyeyes est sollicitée pour participer à une séance photo afin d'encourager davantage de femmes à rejoindre l'armée. Harry Ball, un Cris et ancien combattant de la Première nation Piapot lors de la Première Guerre mondiale, est convaincu de poser pour la photo en costume de cérémonie. Il n'est pas lui-même un vrai chef à l'époque, bien qu'il le deviendra plus tard et il n'a jamais rencontré Greyeyes auparavant. Ball doit bricoler un costume à partir d'objets empruntés. En échange de la séance photo, qui se déroule sur le terrain de Piapot, Ball reçoit 20 dollars, tandis que Greyeyes reçoit un repas gratuit et un nouvel uniforme,. 
La photographie apparaît dans le Winnipeg Tribune et le Regina Leader-Post, et s'est rapidement propagée outre-mer en Angleterre, paraissant dans plusieurs journaux britanniques. 
Pendant des décennies, la photo ne sera identifiée que par une légende disant « Princesse indienne non identifiée obtenant la bénédiction de son chef et de son père pour aller combattre pendant la guerre ». Ce n'est que vers 1995 que l'information est finalement corrigée, lorsque la belle-fille de Greyeyes, Melanie Fahlman Reid, apprend que la photo est accrochée au Musée canadien de la guerre avec une légende incorrecte. Reid, qui a personnellement discuté de la photo avec Greyeyes, fournit une explication plus précise de la photo d'après les souvenirs de sa belle-mère,. 

### Service et travail à l'étranger

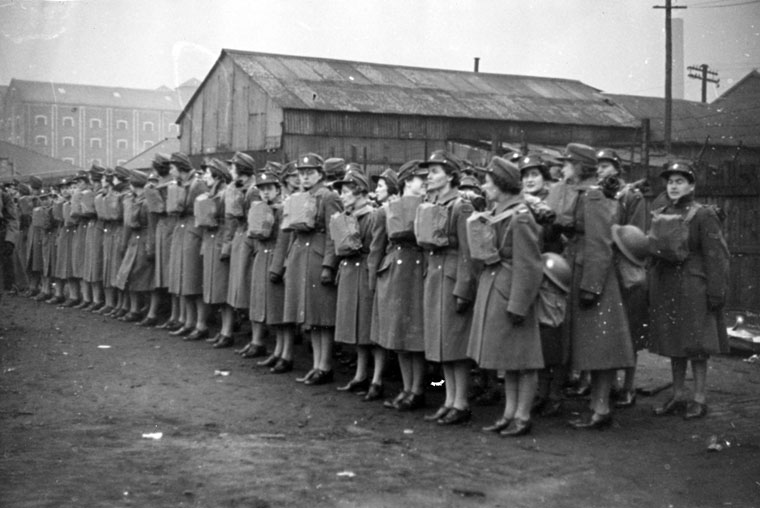
Les femmes du CWAC arrivant en Angleterre pendant la Seconde Guerre mondiale

Bien qu'officiellement intégrée au sein de l'Armée canadienne, le CWAC ne forme pas ses membres à des rôles de combat, mais plutôt des femmes à soutenir les efforts de guerre par la cuisine, le blanchiment et le travail de bureau. Greyeyes est envoyée à Aldershot, en Angleterre, pour travailler à la buanderie de la base de la ville. Elle déteste son poste là-bas et demande finalement un transfert que son supérieur tente de saboter en écrivant « ne parle pas anglais » sur les papiers de Greyeyes - ce qui est faux -, mais elle est quand même autorisée et part travailler comme cuisinière au centre de guerre de Londres. Le quartier général militaire canadien, à Londres, est situé au 2–4 Cockspur Street, à côté de la Maison du Canada,,. 
À la suite de la photo de la « princesse indienne », Greyeyes devient célèbre à Londres en tant que « l'Indienne » qui a rejoint l'armée pour soutenir l'Empire et ses colonies, recevant des lettres d'étrangers proposant de l'épouser. Elle est même présentée au roi George VI, à la reine Elizabeth et à la princesse Elizabeth. Greyeyes est photographié avec un certain nombre de personnalités publiques. 
Bien que Greyeyes ait parfois été victime de racisme pendant son service - entraînant une fois son embarquement à l'extérieur de la caserne - elle trouve son expérience globale dans l'armée positive, déclarant plus tard que ses années de guerre ont été « les meilleurs jours de sa vie ». Elle apprécie la publicité gagnée en étant sur la célèbre photo. Son amour de l'apprentissage est aussi remarqué par les autres. Un de ses collègues membres du corps se rappelle plus tard que Greyeyes était « une charmante jeune femme... qui passait une grande partie de son temps libre à lire et à étudier la littérature ». 

### Deuxième séance photo
Selon un entretien avec sa belle-fille, Mary Greyeyes est approchée par des responsables gouvernementaux pour une deuxième photo publicitaire vers la fin de la guerre. C'est une année électorale et les peuples autochtones n'ont pas le droit de voter aux élections canadiennes à l'époque, mais les anciens combattants autochtones de la Seconde Guerre mondiale se voient offrir le choix de renoncer à leurs droits issus de traités et à leur statut d'Indien en échange du droit de vote. Greyeyes est invitée à visiter un bureau de vote et à se faire prendre en photo pendant le vote. Au lieu d'accepter, elle a souligné l'injustice des lois de vote : 
 « Alors Mary leur dit, elle dit : "Ma maman peut-elle voter?" Et ils ont dit : "Non, elle n'a pas combattu pendant la guerre". Elle a dit : "Et mes cousins là-bas, peuvent-ils voter ?" Et ils ont dit non. Ils ont dit : "Allez Mary, tu dois venir, nous avons le photographe". Et elle a dit: "Toutes ces années, je n'ai rien dit. Maintenant, je dis non". » 
 Ce n'est qu'en 1960 que tous les membres des Premières nations ont obtenu le droit de voter aux élections fédérales canadiennes. 

## Après-guerre
À la fin de la guerre, Greyeyes continue de travailler à Londres jusqu'à sa libération en 1946. Par la suite, elle revient au Canada et retourne dans la réserve de Muskeg Lake pour passer du temps avec sa famille. Elle rencontre son futur mari, Alexander Reid, à Winnipeg, au Manitoba. Ils déménagent à Victoria et Greyeyes travaille comme cuisinière de restaurant à Victoria avant de trouver un emploi comme couturière industrielle lorsque la famille part pour Vancouver dans les années 1960,. 
En août 1994, Greyeyes assiste à une réunion de plus de 400 membres du CWAC à Vermilion, en Alberta. Elle reçoit une pension du ministère des Anciens Combattants pour ses services en temps de guerre. En 2003, reconnaissant que les prestations d'après-guerre ont été mal gérées concernant les militaires et les femmes autochtones, le gouvernement canadien verse des indemnités à Greyeyes et à d'autres anciens combattants autochtones survivants. 

## Décès
Greyeyes meurt le 31 mars 2011 à Vancouver, en Colombie-Britannique à l'âge de 90 ans. Elle est enterrée dans la réserve de la nation crie de Muskeg Lake,. 